# Tjeerd Herrema
Tjeerd Herrema (Harlingen, 1 maart 1961) is een Nederlands politicus. Hij was wethouder in Amsterdam (2006-2009) en Almere (2015-2018). Herrema is lid van de Partij van de Arbeid (PvdA).

## Loopbaan

### Opleiding en start loopbaan
Herrema volgde de economisch juridische richting aan de Hogere Economische School te Groningen. Ook haalde hij zijn propedeuse rechten aan de Rijksuniversiteit Groningen. Herrema begon zijn carrière als beleidsmedewerker bij de provincie Friesland, tevens was hij lid van de gemeenteraad van Leeuwarden. Na de provincie ging Herrema werken bij de vakbond FNV, onder meer als hoofd regionaal werk Noord-Holland.

### Gemeente Amsterdam
In 1999 werd Herrema namens de PvdA bestuurder in het Amsterdamse stadsdeel Zeeburg. Tot 2002 had hij in Zeeburg de portefeuille veiligheid, onderwijs, economie en personeel & organisatie. Van 2002 tot 2006 was hij portefeuillehouder veiligheid, buurtbeheer, verkeer en vervoer, ruimtelijke ordening en wonen, economie en dienstverlening. Daarnaast was hij voorzitter van het overleg voor stadsdeelvoorzitters en lid van de gemeentelijke commissie integriteit.
Op 12 april 2006 werd hij door de Partij van de Arbeid gepresenteerd als een van de nieuwe wethouders van Amsterdam. Als wethouder was hij verantwoordelijk voor de portefeuille Verkeer, Vervoer en Infrastructuur (inclusief Noord/Zuidlijn), Dienstverlening, Volkshuisvesting en Monumenten.
Als wethouder raakte Herrema regelmatig in opspraak door problemen rond de Noord/Zuidlijn. Hij trad in februari 2009 af wegens de steeds groter wordende bestuurlijke, financiële en technische problemen die de bouw van de metrolijn met zich meebracht. Er waren nieuwe kostenoverschrijdingen bekend geworden, terwijl de geplande bouwtijd met twee jaar verlengd moest worden. Hoewel de problemen al bestonden bij het aantreden van Herrema in 2006, vond hij dat hij de vertraging, verzakkingen bij de aanleg en steeds hogere kosten niet meer voor zijn verantwoordelijkheid kon nemen. Herrema werd opgevolgd door Hans Gerson, oud-directeur van het Havenbedrijf Amsterdam.
Na zijn vertrek werd Herrema directeur van zijn eigen adviesbureau publiekezaak.nu. Ook nam hij zitting in de raad van commissarissen van woningcorporatie Rochdale en werd hij voorzitter van de raad van toezicht van de stichting ProGay, die de jaarlijkse Amsterdam Gay Pride organiseert.

### Gemeente Almere
In september 2015 werd Herrema wethouder in Almere, waar hij de portefeuille Ruimte, Wonen en Wijken overnam van Henk Mulder, die om persoonlijke redenen vertrok. In Almere kreeg hij tevens de voorbereidingen voor de wereldtentoonstelling Floriade 2022 in zijn portefeuille. Hij was nog niet begonnen of hij lag al onder vuur van de lokale PVV-fractie, die, wegens zijn verleden met kostenoverschrijdingen op een project, niet wilde dat hij de verantwoordelijkheid voor de Floriade zou krijgen. Een motie van die strekking haalde het echter niet.
Op 14 juni 2018 trad Herrema af in verband met een klacht over vermeende seksuele intimidatie richting een lokale journalist en een gebrek aan vertrouwen bij de coalitiegenoten. De Ombudsman startte een onderzoek en kwam tot de conclusie dat de klacht van de journalist ongegrond was.

## Persoonlijk
Tjeerd Herrema is getrouwd geweest en heeft een zoon. Zijn huwelijk met zijn vriend in 2003 werd voltrokken door PvdA-collega Fatima Elatik.